# 1996-os Formula–1 ausztrál nagydíj
Az ausztrál nagydíj volt az 1996-os Formula–1 világbajnokság szezonnyitó futama.

## Futam
| Helyezés | #  | Versenyző             | Csapat/Motor       | Futott körök | Idő/Kiesés oka            | Rajthely | Pontszám |
| -------- | -- | --------------------- | ------------------ | ------------ | ------------------------- | -------- | -------- |
| 1        | 5  | Damon Hill            | Williams-Renault   | 58           | 1:32:50,4                 | 2        | 10       |
| 2        | 6  | Jacques Villeneuve    | Williams-Renault   | 58           | +38,020                   | 1        | 6        |
| 3        | 2  | Eddie Irvine          | Ferrari            | 58           | +1:02,571                 | 3        | 4        |
| 4        | 4  | Gerhard Berger        | Benetton-Renault   | 58           | +1:17,037                 | 7        | 3        |
| 5        | 7  | Mika Häkkinen         | McLaren-Mercedes   | 58           | +1:35,071                 | 5        | 2        |
| 6        | 19 | Mika Salo             | Tyrrell-Yamaha     | 57           | +1 kör                    | 10       | 1        |
| 7        | 9  | Olivier Panis         | Ligier-Mugen-Honda | 57           | +1 kör                    | 11       |          |
| 8        | 15 | Heinz-Harald Frentzen | Sauber-Ford        | 57           | +1 kör                    | 9        |          |
| 9        | 16 | Ricardo Rosset        | Footwork-Hart      | 56           | +2 kör                    | 18       |          |
| 10       | 10 | Pedro Diniz           | Ligier-Mugen-Honda | 56           | +2 kör                    | 20       |          |
| 11       | 18 | Katajama Ukjó         | Tyrrell-Yamaha     | 55           | +3 kör                    | 15       |          |
| Kiesett  | 20 | Pedro Lamy            | Minardi-Ford       | 42           | Biztonsági öv             | 17       |          |
| Kiesett  | 1  | Michael Schumacher    | Ferrari            | 32           | Fékek                     | 4        |          |
| Kiesett  | 21 | Giancarlo Fisichella  | Minardi-Ford       | 32           | Kuplung                   | 16       |          |
| Kiesett  | 11 | Rubens Barrichello    | Jordan-Peugeot     | 29           | Motorhiba                 | 8        |          |
| Kiesett  | 8  | David Coulthard       | McLaren-Mercedes   | 24           | Szelep                    | 13       |          |
| Kiesett  | 17 | Jos Verstappen        | Footwork-Hart      | 15           | Motorhiba                 | 12       |          |
| Kiesett  | 3  | Jean Alesi            | Benetton-Renault   | 9            | Ütközés                   | 6        |          |
| Kiesett  | 12 | Martin Brundle        | Jordan-Peugeot     | 1            | Ütközés                   | 19       |          |
| Kiesett  | 14 | Johnny Herbert        | Sauber-Ford        | 1            | Baleset az első kanyarban | 14       |          |
| NK       | 22 | Luca Badoer           | Forti-Ford         |              | 107%-os szabály           | 21       |          |
| NK       | 23 | Andrea Montermini     | Forti-Ford         |              | 107%-os szabály           | 22       |          |

## A világbajnokság élmezőnyének állása a verseny után
| H  | Versenyzők         | Pont | H  | Konstruktőrök    | Pont |
| -- | ------------------ | ---- | -- | ---------------- | ---- |
| 1. | Damon Hill         | 10   | 1. | Williams-Renault | 16   |
| 2. | Jacques Villeneuve | 6    | 2. | Ferrari          | 4    |
| 3. | Eddie Irvine       | 4    | 3. | Benetton-Renault | 3    |
| 4. | Gerhard Berger     | 3    | 4. | McLaren-Mercedes | 2    |
| 5. | Mika Häkkinen      | 2    | 5. | Tyrrell-Yamaha   | 1    |

## Statisztikák
Vezető helyen:
- Jacques Villeneuve: 50 (1-29 /33-53)
- Damon Hill: 8 (30-32 / 54-58)

Damon Hill 14. győzelme, Jacques Villeneuve 1. pole-pozíciója, 1. leggyorsabb köre.
- Williams 82. győzelme.

Jacques Villeneuve, Ricardo Rosset és Giancarlo Fisichella első versenye.